# Bristow (Nebraska)
Bristow es una villa ubicada en el condado de Boyd en el estado estadounidense de Nebraska. En el Censo de 2010 tenía una población de 65 habitantes y una densidad poblacional de 153,97 personas por km².

## Geografía
Bristow se encuentra ubicada en las coordenadas 42°50′27″N 98°35′00″O / 42.84083, -98.58333. Según la Oficina del Censo de los Estados Unidos, Bristow tiene una superficie total de 0.42 km², de la cual 0.42 km² corresponden a tierra firme y (0%) 0 km² es agua.

## Demografía
Según el censo de 2010, había 65 personas residiendo en Bristow. La densidad de población era de 153,97 hab./km². De los 65 habitantes, Bristow estaba compuesto por el 100% blancos, el 0% eran afroamericanos, el 0% eran amerindios, el 0% eran asiáticos, el 0% eran isleños del Pacífico, el 0% eran de otras razas y el 0% pertenecían a dos o más razas. Del total de la población el 0% eran hispanos o latinos de cualquier raza.